# Виктория Пэрис
Виктория Пэрис (англ. Victoria Paris, 22 ноября 1960 — 10 августа 2021) — американская порноактриса.

## Биография
Виктория Пэрис родилась в Монтане, окончила университет штата Монтана. В 1987 году переехала в Лос-Анджелес. С 1988 года начала работать в порноиндустрии. Вначале она была борцом в грязи и масле, затем начала сниматься обнажённой. Позже начала сниматься в порнофильмах. Её первым партнёром в порнофильмах стал Рэнди Уэст. Начиная с 1989 года, Пэрис снималась на таких порностудиях, как Caballero Home Video, Elegant Angel, Evil Angel, VCA Pictures и the Zane Entertainment Group.
За свою карьеру снялась более, чем в 190 фильмах.
Кроме съёмок в порнофильмах Пэрис сыграла небольшую роль в фильме 1990 года Time Barbarians. Она также участвовала в ток-шоу Talking Blue.
Скончалась от рака 10 августа 2021 года.

## Премии
| Год  | Церемония | Категория                             | Работа                 | Результат |
| ---- | --------- | ------------------------------------- | ---------------------- | --------- |
| 1990 | AVN Award | Лучшая новая старлетка                |                        | Победа    |
| 1991 | AVN Award | Лучшая парная сцена секса - Видео     | Beauty and the Beast 2 | Победа    |
| 1991 | AVN Award | Лучшая лесбийская сцена секса - Видео | New Barbarians 1       | Победа    |

- AVN Hall of Fame (1997)[8]